# 紅杏鬍魁蛤
紅杏鬍魁蛤（学名：Barbatia amygdalumtortum）是魁蛤目魁蛤科鬍魁蛤屬的一种。常栖息在浅海。
本物種在東南亞主要分布于越南、印度尼西亚、台湾。
另外，WoRMS認為多個分佈於東南亞地區的鬍魁蛤屬物種（例如：棕蚶）都是本物種的同種異名，待確認。